# 孫期
孙期（?—?），字仲彧。济阴郡成武县（今山东省成武县）人。东汉经学传述人。
孙期年轻时为诸生，研习“京氏《易》”及《古文尚书》。家贫，事奉母亲至孝，每日在大泽中牧猪为业，以奉养其母。远方人跟随他学习，往往手执经书，沿垄畔奔走追随孙期。乡里因他的仁德颇蒙教化。黄巾军经过当地，相约“不犯孙先生舍”。郡上举为方正，派官吏带着羊、酒来请孙期，孙期赶着猪入草丛，头也不回。司徒黄琬特地征辟，孙期不应召，在家中去世。

## 延伸阅读
[在维基数据编辑]
 《後漢書/卷79上》，出自范晔《後漢書》